# 맨 끝줄 소년

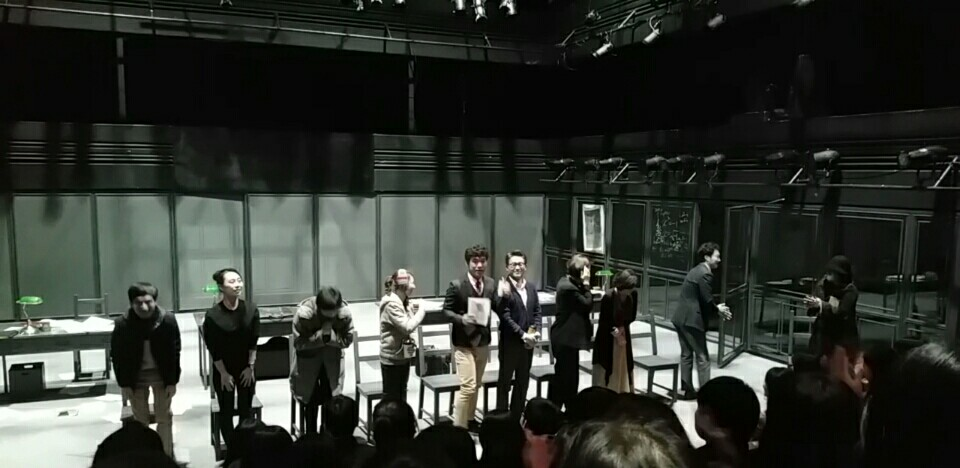
<맨 끝줄 소년> 무대 사진

<맨 끝줄 소년>은 극작가 후안 마요르가(Juan Mayorga)가 2000년 저술한 동명의 극본을 모티브로 국내 대표 중견 연출가 김동현이 해석하여 연출한 연극으로, 2015년에 예술의전당에서 처음 선보였다. 김동현 연출가는 이전에 후안 마요르가의 다른 작품 <다윈의 거북이>를 연출하여 2009년 평론가 협회에서 뽑은 베스트 작품으로 선정된 적이 있다. <맨 끝줄 소년>은 후안 마요르가 작가가 실제 수학을 가르칠 때, 어떤 학생이 시험지에 답을 적는 대신에 시험공부를 하지 못한 이유를 적어서 제출했던 경험에 기인하여 만든 작품이다. 연극은 시간의 흐름, 장소의 일관성, 그리고 의식의 경계를 상식적인 것에서 벗어나 무대에 배치된 테이블과 조명, 그리고 성우의 라이브 음악으로 자유롭게 넘나들며 이야기가 전개된다. 하나의 시공간에 정착해있지 않은 텍스트들이 남긴 여백을 배우의 연기와 무대 연출로 채우고, 마지막으로는 관객들의 상상력으로 채워나갈 수 있는 매력적인 작품이다. 후안 마요르가는 '연극은 철학처럼 갈등에서 출발하며, 철학자들이 아직 답을 얻지 못한 질문들을 관객에게 던질 수 있다.'는 연극철학을 가진 극작가다. 그의 철학에 맞게 연출된 <맨 끝줄 소년>은 관객들로 하여금 많은 생각을 하게 하고 다양한 해석과 의미를 가져가게 만든다.

## 줄거리
고등학교 문학 교사 헤르만은 학생들이 제출한 그저그런 수준의 작문 과제들을 채점하며 좌절한다. 그러다 교실 맨 끝줄에 앉는 클라우디오의 작문을 보고 흥미를 넘어서 희망을 본다. 같은 반 친구 라파의 가족을 관찰하는 내용을 담은 클라우디오의 작문은 라파네 가족에 대한 수상한 욕망이 담겨있어 소설같으면서도 현실같다, 헤르만의 아내 후아나는 클라우디오의 글이 라파와 라파의 가족을 관찰하는 것을 넘어서 클라우디오의 잘못된 욕망으로 인해 도덕성과 어떤 일이 일어날지도 모른다는 우려로 헤르만을 말린다. 하지만 헤르만은 문학적 재능을 가진 클라우디오가 계속 내용을 발전시켜가길 바라고 '갈등'을 만들으라며 오히려 더 격려한다. 클라우디오는 더 매력적인 소설을 쓰기 위하여 도덕성을 넘나드는 위험한 생각들을 현실로 만들어 나간다. 헤르만은 뒤늦게서야 클라우디오에게 글을 멈추라한다. 하지만 헤르만의 문학 지도만 멈출 뿐 클라우디오는 글쓰기를 멈추지 않는다.

## 인물 소개
- 클라우디오

교실 맨 끝 줄에 앉는 소년, 수학은 잘하고 철학은 잘 못한다. 라파네 가정을 관찰하고 이를 바탕으로 작문을 한다. '맨 끝줄, 아무도 볼 수 없는 곳에서 모두를 볼 수 있는 자리'
- 헤르만

문학선생님, 문학에 대한 애정과 자부심이 있다. 클라우디오의 문학적 재능에 관심을 갖게되고 이를 키워주고 싶어한다. 아내 후아나의 전공분야인 미술에는 관심이 없다.
- 에스테르

라파의 어머니, 남편과 아들을 소중히 여기고 가정과 집을 꾸리고 지키는데 관심이 있다.
- 후아나

헤르만의 아내, 현대 미술 갤러리를 운영하고 있다. 자신의 미술관을 인정받고 싶어한다.
- 라파

클라우디오의 같은 반 친구, 수학을 못해 고민하던 중 클라우디오의 도움으로 수학실력이 향상된다. 운동을 좋아하고 가족을 사랑하는 순박한 소년이다.
- 아버지 라파

라파의 아버지, 무역회사의 직원으로 농구를 좋아한다. "하고 싶은 것보단 의무지!"라며 아버지로서 자리를 지키려고 한다.

## 참고 문헌
1. ↑  “이재훈, 김동현, 마요르가에게 홀린 연출가, 연극 '맨 끝줄 소년',Newsis”. 2015년 12월 22일에 원본 문서에서 보존된 문서. 2015년 12월 11일에 확인함.
2. ↑  “예술의전당, '맨 끝줄 소년'”. 2015년 12월 22일에 원본 문서에서 보존된 문서. 2015년 12월 11일에 확인함.